# حاجی‌آباد اول
حاجی‌آباد اول روستایی در دهستان چشمه زیارت بخش مرکزی شهرستان زاهدان استان سیستان و بلوچستان ایران است.

## جمعیت
بر پایه سرشماری عمومی نفوس و مسکن در سال ۱۳۹۵ جمعیت این روستا ۵۳۸ نفر (۱۴۱خانوار) بوده‌است.